# アダム・ジョーンズ (ミュージシャン)
アダム・ジョーンズ（Adam Jones、1965年1月15日 - ）は、アメリカ合衆国のミュージシャン、ギタリスト、デザイナー。トゥールのメンバーである。
「ローリング・ストーンの選ぶ歴史上最も偉大な100人のギタリスト」において2003年は第75位、2011年の改訂版では削除された。

## 人物
- イリノイ州生まれ。子供の頃からヴァイオリンを習い、ハイスクール時代はオーケストラでコントラバスを担当していた。
- 子供の頃、彼はアニメーションに興味を持ち、自分のアイデアを3次元の彫刻に変えていた。これが、ツールのミュージックビデオに3Dクレイの効果がよくある理由を説明している。その後、オーケストラでアコースティックベースを演奏し始めた。
- ジョーンズは伝統的なギターのレッスンを受けたことはなく、耳で学んだ。
- 元オーディオスレイヴ/レイジ・アゲインスト・ザ・マシーンのトム・モレロとはハイスクール時代の同級生で、Electric Sheepというバンドを結成していた。
- 特定のギター演奏テクニックを主に使用するのではなく、代わりにパワーコード、スクラッチノイズ、チャイムアルペジオ、オフビートリズムパターン、静かなミニマリズムなどの多くのテクニックを組み合わせることで知られている。
- 2013年7月6日、ジョーンズは画家のコーリンファックと結婚した。子供が二人いる。

- 元々は映画の特殊メイクや特殊エフェクトデザインをする職についており、ジュラシック・パーク、プレデター、ターミネーターなどを手がけ、そこで静止画映像の撮影技術などを学んでいた。トゥールのライヴでの映像やプロモーションビデオ、アルバムジャケットなど全てを手がけている。